# Respirazione liquida
La respirazione liquida è una forma di respirazione in cui un organismo, invece di respirare aria o gas, respira un liquido (come per esempio i perfluorocarburi) arricchito di ossigeno.
In teoria la respirazione liquida potrebbe essere utile nel trattamento di pazienti con gravi problemi polmonari o cardiaci. La respirazione liquida è stata proposta anche per i viaggi nello spazio e per le immersioni subacquee.

## I perfluorocarburi
I perfluorocarburi (PFC) sono molecole che hanno strutture molto diverse e che possiedono alcune proprietà, come solubilità di gas respiratori, densità, viscosità, tensione di vapore.
Le proprietà fisiche dei liquidi PFC variano da molecola a molecola, ma hanno in comune l'elevata solubilità dei gas respiratori; infatti questi liquidi trasportano più ossigeno e anidride carbonica rispetto al sangue.
Pertanto per una specifica applicazione biomedica come la ventilazione liquida, la somministrazione di farmaci, ecc., è fondamentale selezionare l'appropriato PFC. 

## Nella cultura di massa
Questo tipo di respirazione ha ispirato molte opere, soprattutto di fantascienza, tra cui:
- Il romanzo Guerra eterna di Joe Haldeman del 1975, in cui l'immersione in appositi liquidi e la loro respirazione consente viaggi nello spazio ed accelerazioni fino a 50G;
- Il film The Abyss di James Cameron, in cui viene usato un liquido respirabile per scendere negli abissi senza problemi dovuti alla pressione;
- L'anime Neon Genesis Evangelion, in cui le cabine di pilotaggio dei mecha sono immerse in un liquido respirabile chiamato L.C.L.,  che permette di comandare il mezzo con la propria mente;
- Il film Mission to Mars e Event Horizon, in cui gli astronauti sono immersi in un apparente fluido traspirante che consente di effettuare lanci ad alta velocità.
- Il libro Mecchanicum dalla serie di romanzi Horus Heresy nella cornice di Warhammer 40,000, in cui i piloti Titan sono racchiusi in contenitori di liquidi nutrienti per permettere loro di continuare ad operare oltre i limiti normalmente imposti dal corpo;
- Il film Star Trek: The Next Generation, in cui l'equipaggio della Enterprise-D incontra una razza aliena, le cui navi spaziali contengono un ambiente traspirante liquido;
- Il libro Il simbolo perduto di Dan Brown, dove il professor Langdon viene immerso in un liquido che gli permette una ventilazione liquida totale;
- La serie TV UFO, in cui gli alieni sono all'interno di tute spaziali riempite di un liquido verde che consente loro di respirare.
- La serie a fumetti Orfani pubblicata in Italia dalla Sergio Bonelli Editore, in cui i protagonisti usano la respirazione liquida attraverso i perfluorocarburi durante i viaggi spaziali.
- La trilogia Il Problema dei Tre Corpi, in cui gli equipaggi delle navi spaziali terrestri, per viaggiare a velocità 120g, devono inondare le proprie cabine di liquido abissale e rimanervici immersi fino alla fine del viaggio.